# Государственный секретарь министерства Украины
Государственный секретарь министерства Украины — должность государственного служащего категории «А», руководителя государственной службы в министерствах Украины.
Должность законодательно введена 24 сентября 2016 года в рамках Стратегии реформирования государственного управления Украины.

## Законодательные полномочия
Обязанности и полномочия секретарей министерств регламентируются статьей 10 Закона Украины «О центральных органах исполнительной власти»:
- организует работу аппарата министерства;
- обеспечивает подготовку предложений по выполнению задач министерства и представляет их на рассмотрение министру;
- организует и контролирует исполнение аппаратом министерства Конституции и законов Украины, актов Президента Украины, актов Кабинета Министров Украины, приказов министерства и поручений министра, его первого заместителя и заместителей, отчитывается об их исполнении;
- готовит и представляет министру для утверждения планы работы министерства, отчитывается об их выполнении;
- обеспечивает реализацию государственной политики в отношении государственной тайны, контроль за её сохранностью в аппарате министерства;
- в пределах своих полномочий запрашивает и получает в установленном порядке от государственных органов, органов власти Автономной Республики Крым, органов местного самоуправления, предприятий, учреждений, организаций на Украине и за её пределами бесплатно информацию, документы и материалы, а от органов государственной статистики — статистическую информацию, необходимую для выполнения возложенных на министерство задач;
- по согласованию с центральным органом исполнительной власти, обеспечивающим формирование государственной бюджетной политики, утверждает штатное расписание и смету министерства;
- назначает на должности и освобождает от должностей в порядке, предусмотренном законодательством о государственной службе, государственных служащих аппарата министерства, присваивает им ранги государственных служащих, принимает решения по их поощрению и привлечению к дисциплинарной ответственности;
- принимает на работу и увольняет с работы в порядке, предусмотренном законодательством о труде, работников аппарата министерства, принимает решения по их поощрению, привлечению к дисциплинарной ответственности;
- назначает на должности руководителей территориальных органов министерства и их заместителей и увольняет их с должностей;
- согласовывает в предусмотренных законом случаях назначения на должности и освобождения от должностей руководителей соответствующих структурных подразделений областных, Киевской и Севастопольской городских государственных администраций;
- назначает на должность и освобождает от должности руководителей предприятий, учреждений, организаций, относящихся к сфере управления министерства;
- привлекает к дисциплинарной ответственности руководителей государственных предприятий, учреждений, организаций, относящихся к сфере управления соответствующего министерства;
- обеспечивает в установленном порядке организацию подготовки, переподготовки и квалификации государственных служащих и других работников министерства;
- представляет министерство как юридическое лицо в гражданско-правовых отношениях;
- в пределах полномочий, предусмотренных законом, дает обязательные к исполнению государственными служащими и другими работниками министерства поручения;
- по вопросам, относящимся к его полномочиям, выдает приказы организационно-распорядительного характера и контролирует их выполнение;
- вносит представление о представлении в установленном порядке государственных служащих и других работников аппарата министерства, его территориальных органов к награждению государственными наградами Украины.

## Структурное подразделение
- Секретариат Государственного секретаря Министерства — руководитель секретариата Екатерина Григорьевна Олещенко;
- Отдел информационно-аналитического обеспечения деятельности Государственного секретаря Министерства — заместитель начальника управления Наталья Ивановна Демедишина;
- Отдел обеспечения деятельности руководства министерства — начальник отдела Татьяна Владимировна Журенок[2].

## См. раздел
- Государственный секретарь